# Cherré-Au
Cherré-Au ist eine französische Gemeinde mit 2.746 Einwohnern (Stand: 1. Januar 2022) im Département Sarthe in der Region Pays de la Loire. Sie gehört zum Arrondissement Mamers und zum Kanton La Ferté-Bernard.
Sie entstand als Commune nouvelle mit Wirkung vom 1. Januar 2019 durch die Zusammenlegung der bisherigen Gemeinden Cherré und Cherreau, die in der neuen Gemeinde den Status einer Commune déléguée haben. Der Verwaltungssitz befindet sich im Ort Cherré.

## Gliederung
| Ortsteil                 | ehemaliger INSEE-Code | Fläche (km²) | Einwohnerzahl zum 1. Januar 2022 |
| ------------------------ | --------------------- | ------------ | -------------------------------- |
| Cherré (Verwaltungssitz) | 72080                 | 18,73        | 1.855                            |
| Cherreau                 | 72081                 | 11,64        | .0891                            |

## Geographie
Die Gemeinde liegt rund 40 Kilometer nordöstlich von Le Mans. Sie schließt östlich an die Stadt La Ferté-Bernard an, wobei die Siedlungsgebiete stellenweise in einander übergehen. Das Gemeindegebiet wird vom Flüsschen Gradon, einem Nebenfluss der Huisne, durchquert. An der Südgrenze verläuft die Autobahn A 11. Nachbargemeinden sind: Avezé im Norden, Ceton im Nordosten, Cormes im Osten und Südosten, Saint-Maixent im Süden, Villaines-la-Gonais und Saint-Martin-des-Monts im Südwesten, La Ferté-Bernard im Westen sowie Souvigné-sur-Même im Nordwesten.